# アイモコの音楽農園
『アイモコの音楽農園』（アイモコのおんがくのうえん）は、2007年4月14日からラジオ沖縄（ROK）で放送されているワイド番組。
番組開始当初は『ハルサーミュージシャン アイモコの音楽農園』となっていたが、現在は『アイモコの音楽農園』となっている。

## 概要
パーソナリティは、沖縄県国頭郡大宜味村在住で夫婦で芸能活動をしているミュージシャン・タレントのアイモコ。
番組は、主に農業をテーマにしており、アイモコの2人による沖縄の情報コーナー、楽曲の生演奏コーナーなどで構成。ラジオカーを使った中継コーナーもあり、沖縄各地の農家や畑・花壇・家庭菜園などがある家をリポーターが訪れてインタビューする。沖縄県内で行われるイベントに赴き、現地会場にて番組の公開生放送を行うこともある。。
旧番組名「ハルサーミュージシャン アイモコの音楽農園」の「ハルサーミュージシャン」とは、沖縄方言（ウチナーグチ）で畑を耕す人を意味する「ハルサー」と、アイモコが農業に従事する傍ら「ミュージシャン」として芸能音楽活動を行っていたために名乗っていた造語（現在は離農しているため「ハルサーミュージシャン」の冠は外されており、アイモコもこの呼称を使用していない）。

## 放送時間
いずれも日本標準時。
- 土曜 19:00 - 21:00 （2007年4月14日 - 2008年3月29日）
- 土曜 10:00 - 13:00 （2008年4月5日 - 2012年3月31日）
- 土曜 11:00 - 13:15 （2012年4月7日 - ）[1]

## 出演者

### パーソナリティ
アイモコ
- アイロウ
- モコ

### ラジオカーリポーター
- 國仲結
- 伊禮里美
- 前徳比嘉優（2022年時点のリポーター）[1]
- 金城ゆめの

## タイムテーブル
- 12:07 レンタルパーク楽っく楽っくどかーん[1]
- 12:25 快適生活ラジオショッピング[1]

## 他番組とのコラボレーション
この番組は、たびたび他番組とのコラボレーション企画を実施している。
2010年1月30日（土曜）には、当時アイモコの2人が電話出演していた青森放送『土曜ワラッター!』との合同企画を実施。2人は青森県へ向かい、『土曜ワラッター!』のスタジオ生出演を果たした。この模様は、両番組で放送された。その後もラジオ沖縄と青森放送による合同企画が行われており、2012年3月3日（土曜）には本番組の放送を12時で打ち切り、青森放送との合同特別番組『あずましーな沖縄・めんそーれ青森 北と南でラジオ合戦!』を15時まで放送。2人はそのまま同特番の司会も務めた。
2018年1月21日（日曜）には大宜味村産業まつりの会場で、同じくラジオ沖縄で放送中の『ティーチャー愛の西町にちよう学園』（パーソナリティ：杉原愛）との合同公開生放送『ティーチャー愛とアイモコの音楽農園 大宜味村産業まつりスペシャル』を行った。